# Apamea sardoa
Apamea sardoa là một loài bướm đêm trong họ Noctuidae.